# 5122 Mucha
5122 Mucha eller 1989 AZ1 är en asteroid i huvudbältet som upptäcktes den 3 januari 1989 av den tjeckiske astronomen Antonín Mrkos vid Kleť-observatoriet i Tjeckien. Den är uppkallad efter den tjeckiske målaren Alfons Mucha.
Asteroiden har en diameter på ungefär 9 kilometer.